# Тверская дистанция пути
Тверская дистанция пути (ПЧ-3 Октябрьской железной дороги) — структурное подразделение Октябрьской дирекции инфраструктуры — структурного подразделения дирекции инфраструктуры — филиала ОАО «Российские железные дороги». Дистанция отнесена к 1-му классу (группе). Контора дистанции расположена на станции Тверь.
Дистанция основана в 1850 году как 7-й участок пути Петербурго-Московской железной дороги, обслуживала участок с 416 по 483 версту (Осташково — Редкино). В 1958 году в состав дистанции включена Спировская дистанция пути.

## Общие сведения
В ведении дистанции находятся 313,4 км пути, из них 286 км — на главном ходу Октябрьской железной дороги, 139 искусственных сооружений, 8 станций. Дистанцией обслуживаются участки: Решетниково (исключит.) — Спирово (исключит.), Дорошиха — Васильевский Мох. Тверская дистанция пути граничит: с Опытной Московской дистанцией пути — на 543 км (по ст. Решетниково), с Торжокской дистанцией пути — на 4 км (по ст. Лихославль (парк Виноколы)), с Вышневолоцкой дистанцией пути — на 401 км (по ст. Спирово). В ведении дистанции находятся станции: Завидово, Редкино, Тверь, Дорошиха, Лихославль, Калашниково, Доронинская, Васильевский Мох. Ежедневно на участке, обслуживаемом дистанцией, проходят более 100 поездов. Коллектив дистанции насчитывает около 500 человек. На предприятии работают представители трудовых династий Леоновых, Золотовых, Генераловых, Удаловых, Жаровых, Плисовых, Ивановых. 

## Достижения скорости
Тверская дистанция пути обеспечивает пропуск поездов со скоростью до 230 км/ч. После капитального ремонта пути, проведенного летом 2011 г., максимальная скорость движения по I главному пути перегона Спирово — Калашниково возросла до 230 км/ч, по II главному пути на перегонах Редкино — Тверь и Дорошиха — Лихославль — до 220 км/ч; модернизация перегона Тверь — Редкино в 2012—2013 позволила увеличить максимальную скорость по I главному пути до 230 км/ч, здесь же, впервые на Октябрьской дороге, были применены упругие скрепления Pandroll. Общая протяженность бесстыкового пути на дистанции составляет 93 % от развернутой длины. На участке, обслуживаемом дистанцией, были установлены рекорды скорости:
- 29 июня 1938 года на участке Лихославль — Калинин паровоз типа 2-3-2 Коломенского завода с поездом в 14 осей развил скорость 170 км/ч (по другим данным — 178 км/ч)[6].
- 5 октября 1993 года на участке Лихославль — Тверь тепловоз ТЭП80-002 достиг скорости 271 км/ч[7].
- 2 декабря 2006 года на перегоне Лихославль — Калашниково, на электровозе ЧС200-009 был установлен рекорд скорости для электровозов на железных дорогах России — 262 км/ч[8].